# Franzis Preckel
Franzis Preckel (* 1971) ist eine deutsche Psychologin. Sie ist seit 2006 Professorin am Lehrstuhl für Hochbegabtenforschung und -förderung an der Universität Trier. Ihre Forschungsschwerpunkte sind Intelligenz, Hochbegabung, psychologische Diagnostik und Leistungsentwicklung.

## Beruflicher Werdegang
Franzis Preckel studierte von 1991 bis 1998 an der Westfälischen Wilhelms-Universität Münster Psychologie und beendete ihr Studium mit Diplom. Sie verbrachte ein Jahr am St. Norbert College in Green Bay, Wisconsin (USA). Im Anschluss promovierte sie, ebenfalls an der Universität Münster, unter Heinz Holling. Ihr Dissertationsthema lautete: Regelgeleitete Entwicklung eines figuralen Matrizentests zur Erfassung intellektueller Hochbegabung und wurde mit der Bestnote summa cum laude bewertet. Während des gesamten Studiums und während der Promotion erhielt sie ein Stipendium der Studienstiftung des deutschen Volkes. Mittlerweile ist sie Vertrauensdozentin für eben diese Studienstiftung.
Nach Abschluss ihrer Promotion begann sie 2002 ihre akademische Laufbahn als wissenschaftliche Mitarbeiterin am Psychologischen Institut IV der Universität Münster. 2003 wechselte sie an das Department Psychologie der Ludwig-Maximilians-Universität München, wo sie ein Jahr später zur Akademischen Rätin ernannt wurde. Diese Stelle hatte sie bis 2006 inne. Zudem leitete sie zu der Zeit die Begabungspsychologischen Beratungsstelle der Universität München. Seit 2006 ist sie Professorin und hat den Lehrstuhl für Hochbegabtenforschung und -förderung an der Universität Trier inne. Seit dem Jahr 2015 ist sie zusätzlich Gastprofessorin an der Universität Luxemburg. Einen Ruf auf einen Lehrstuhl zurück an die Universität München lehnte sie ab.

## Lehre und Forschung
Zu den Schwerpunkten der Lehre von Preckel gehören die Grundlagen psychologischer Diagnostik, Testtheorie und Testkonstruktion und Pädagogische Psychologie stets mit Schnittpunkten zur Hochbegabtenforschung.
Ihre umfangreichen Veröffentlichungen decken ein breites Spektrum der Hochbegabungsforschung ab. Ihre Forschung befasst sich mit der Identifikation und Diagnostik von Hochbegabung, der Entwicklung von Förderprogrammen für hochbegabte Kinder und Jugendliche, der Beratung von Eltern hochbegabter Kinder sowie Talententwicklung. Zusammen mit Wissenschaftlern der Universität Potsdam hat sie das Projekt „Leistung macht Schule“ (LemaS) umgesetzt, eine E-Learning-Reihe für Lehrkräfte, damit diese Begabung besser erkennen. Für das Verbundprojekt LemaS ist sie Mitglied in der Steuergruppe des Bundesministeriums für Bildung und Forschung. Darüber hinaus befasst sie sich mit Themen der klassischen Bildungsforschung, indem sie untersucht, welche Faktoren schulische Leistungen beeinflussen, wie beispielsweise der Fischteicheffekt.
Hervorzuheben sind ihre Beiträge zur Entwicklung von Tests. Basierend auf dem Berliner Intelligenzstrukturmodells von Adolf Otto Jäger veröffentlichte sie mit eben diesem, Ralf Schulze, Heinz Holling, Miriam Vock, Heinz-Martin Süß und André Beauducel den Berliner Intelligenzstrukturtest für Jugendliche im Jahr 2006. Darüber hinaus ist sie Entwicklerin einer Skala zur Erfassung der kognitiven Motivation (Need for Cognition) von Kindern und Jugendlichen in Kooperation mit Anja Strobel sowie (mit Rachel Wollschläger) Koautorin des von Tanja Gabriele Baudson entwickelten „THINK 1−4 – Test zur Erfassung der Intelligenz im Grundschulalter“.
Preckel ist Mitherausgeberin der Fachzeitschriften Gifted and Talented International sowie Diagnostica.

## Auszeichnungen
- International Reward for Research vom World Council for Gifted and Talented Children (als erste deutsche Wissenschaftlerin)[7]

## Schriften (Auswahl)
- Diagnostik intellektueller Hochbegabung. Testentwicklung zur Erfassung der fluiden Intelligenz. Hogrefe, Göttingen 2003, ISBN 3-8017-1747-X.
- mit Heinz Holling, Miriam Vock: Intelligenzdiagnostik. Hogrefe, Göttingen 2004, ISBN 3-8017-1626-0.
- mit Heinz Holling, Miriam Vock: Förderung Hochbegabter in der Schule. Evaluationsbefunde und Wirksamkeit von Maßnahmen. Hogrefe, Göttingen 2007, ISBN 978-3-8017-2093-3.
- mit Franz Petermann, Wolfgang Schneider: Angewandte Entwicklungspsychologie, Hogrefe, Göttingen 2008, ISBN 978-3-8017-0589-3.
- mit Matthias Brüll: Intelligenztests. Ernst Reinhardt Verlag, München 2008. ISBN 978-3-8252-3027-2.
- mit Wolfgang Schneider, Heinz Holling: Diagnostik von Hochbegabung, Hogrefe, Göttingen 2010, ISBN 978-3-8017-2281-4.
- mit Eva Walther, Silvia Mecklenbräuker: Befragung von Kindern und Jugendlichen. Grundlagen, Methoden und Anwendungsfelder. Hogrefe, Göttingen 2010, ISBN 978-3-8017-2139-8.
- mit Miriam Vock: Hochbegabung. Ein Lehrbuch zu Grundlagen, Diagnostik und Fördermöglichkeiten. Hogrefe, Göttingen 2013; 2. überarb. Aufl. 2021, ISBN 978-3-8017-2850-2.
- mit Miriam Vock, Paula Olszewski-Kubilius: Giftedness and Talent. Hogrefe, Göttingen 2024, ISBN 978-0-8893-7627-4.